# Johannes Warnardus Bilders
Johannes Warnardus Bilders (Utrecht, 18 augustus 1811 – Oosterbeek, 29 oktober 1890) was een Nederlands schilder.

## Leven en werk
Johannes Warnardus Bilders werd geboren aan de Lange Nieuwstraat in Utrecht als zoon van Albertus Gerardus Bilders en van Elisabeth van Springen. Zijn vader was bakker, maar Johannes wilde de artistieke kant op. Hij kreeg daarom lessen van de schilder Jan Lodewijk Jonxis. In 1830, ten tijde van de Belgische Revolutie, meldde hij zich als vrijwillig soldaat om te helpen de opstand te onderdrukken. Hij bleef een aantal jaren in dienst, waarna hij terugkeerde naar Utrecht en de lessen bij Jonxis weer oppakte. Hij trouwde in 1834 in Darthuizen met de uit Duitsland afkomstige Frederika Staudenmaijer (1812-1861). Uit dit huwelijk werd onder anderen Gerard Bilders geboren, die in zijn vaders voetsporen zou treden als schilder, en een dochter Caroline die trouwde met de schilder Jan de Haas. 
In 1839 en 1844 maakte hij studiereizen naar Duitsland. In de jaren 40 trok Bilders geregeld naar Gelderland en schilderde en plein air landschappen rond Vorden, Wolfheze en Oosterbeek, waar het gezin ook een paar jaar woonde. Hij bedacht de namen van de Wodanseiken en de Duizendjarige den. Bilders gaf les aan onder anderen zijn zoon Gerard, Dirk van Lokhorst, Paul Joseph Constantin Gabriël en Hendrik Willem Mesdag. Hij wordt beschouwd als voorloper van de Haagse School. Anton Mauve, Charles Rochussen en Willem Roelofs hebben schilderijen van Bilders gestoffeerd; ook zijn zoon Gerard schilderde onder andere geiten in zijn werken. Om de vele schilders in Oosterbeek werd dit dorp later ook wel het 'Hollandse Barbizon' genoemd.
In 1852 werd Bilders lid van de Amsterdamse Koninklijke Academie en een paar jaar later sloot hij zich aan bij Arti et Amicitiae. Hij nam geregeld deel aan tentoonstellingen, niet alleen in Nederland, maar ook aan de internationale tentoonstellingen in Brussel, Wenen en Philadelphia. Hij werd benoemd tot Ridder in de Orde van de Eikenkroon (1860) en Ridder in de Orde van de Nederlandse Leeuw (1880).
Vanaf 1875 gaf Bilders les aan Maria Philippina (Marie) van Bosse (1837-1900), een dochter van minister Pieter Philip van Bosse. Zij trouwden in 1880 in Den Haag, met onder anderen Johannes Bosboom en H.W. Mesdag als getuigen. Het paar vestigde zich in Oosterbeek, waar Bilders in 1890 op 79-jarige leeftijd overleed.

## Werken (selectie)

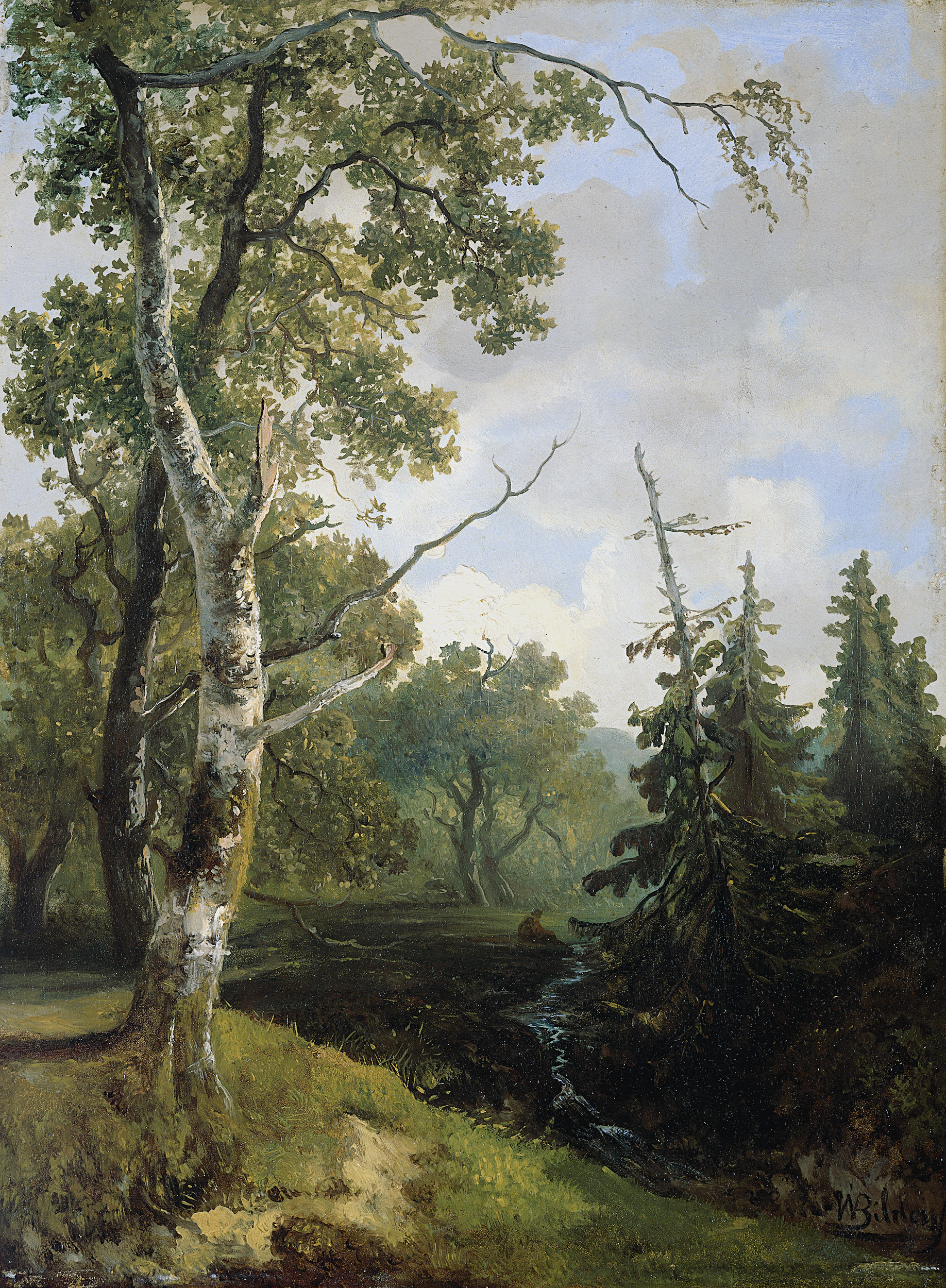
Bosgezicht bij Wolfheze
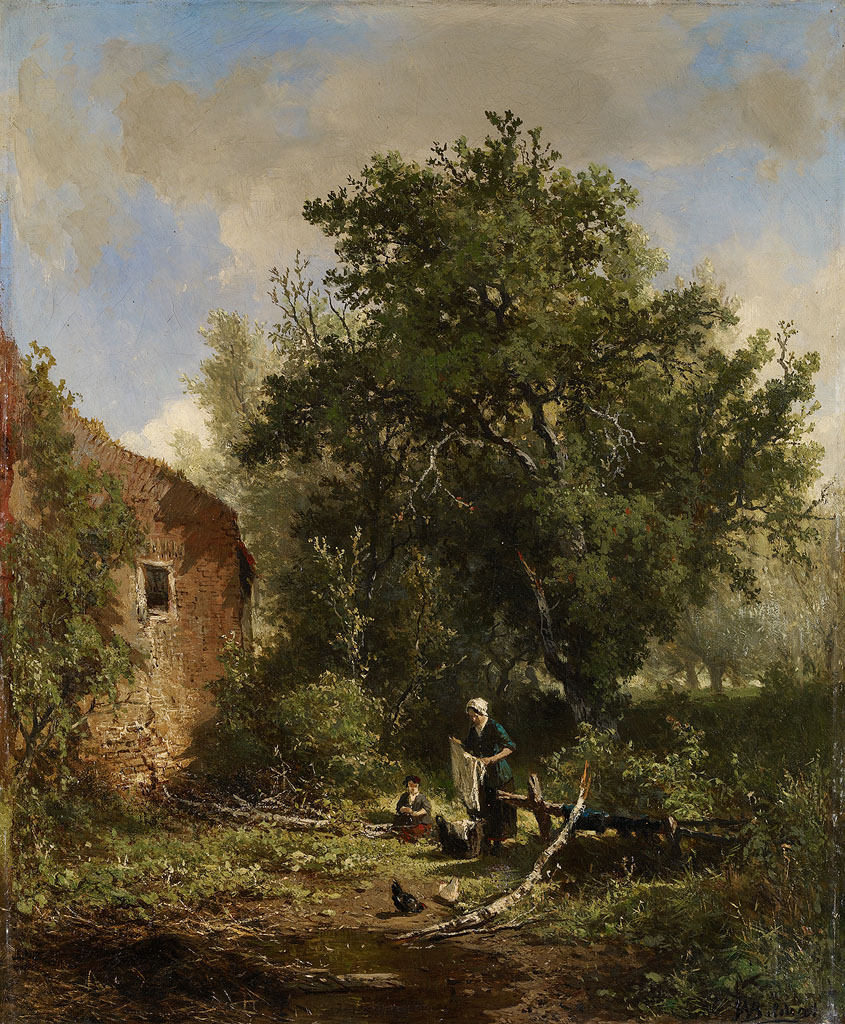
Boerenerf
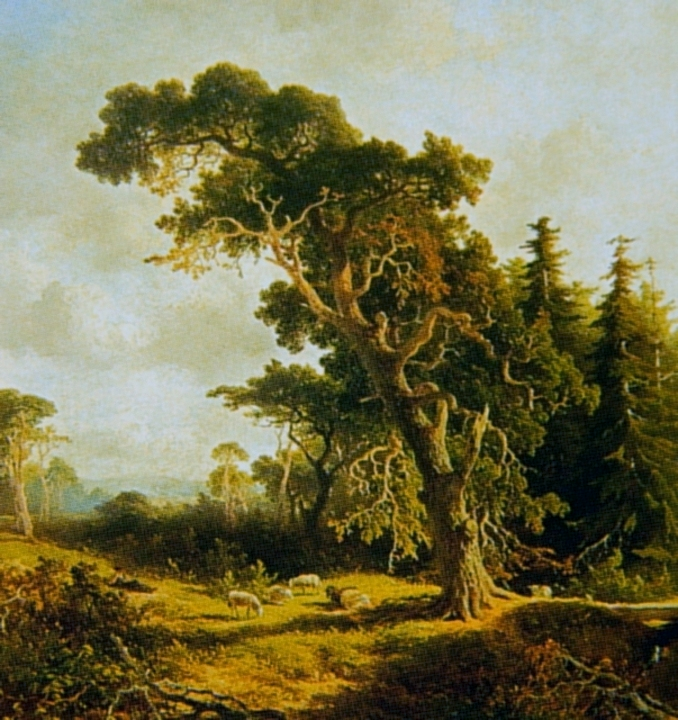
Duizendjarige den Wolfheze
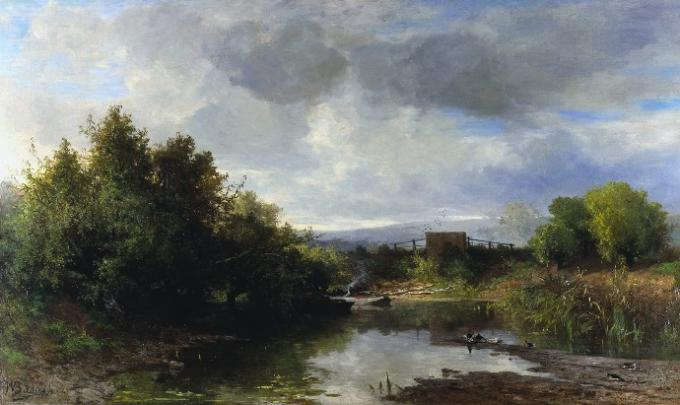
In de Ooi bij Nijmegen

- Biografisch Portaal: 21677302
- Digitale Bibliotheek voor de Nederlandse Letteren: bild011
- Gemeinsame Normdatei: 1075177200
- International Standard Name Identifier: 0000 0000 6822 508X
- Library of Congress Control Number: no2019155212
- Nederlandse Thesaurus van Auteursnamen: 069938253
- RKD-Nederlands Instituut voor Kunstgeschiedenis: 8405
- Système universitaire de documentation: 195950348
- Union List of Artist Names: 500013006
- Virtual International Authority File: 95760405